# 库尔瑟拉克
库尔瑟拉克（法語：Courcerac，法語發音：[kuʁsəʁak]）是法国滨海夏朗德省的一个市镇，位于该省东部，属于圣让当热利区。

## 地理
库尔瑟拉克（45°50'29"N, 0°21'55"W）面积6.2 平方千米，位于法国新阿基坦大区滨海夏朗德省，该省份为法国西部滨海省份，北起旺代省，西临大西洋，南至吉倫特省，东南接多爾多涅省，东北接德塞夫勒省接壤，东临夏朗德省。
与库尔瑟拉克接壤的市镇（或旧市镇、城区）包括：欧雅克、布朗扎克莱马塔、马塔、米格龙、蒙斯、普里尼亚克。

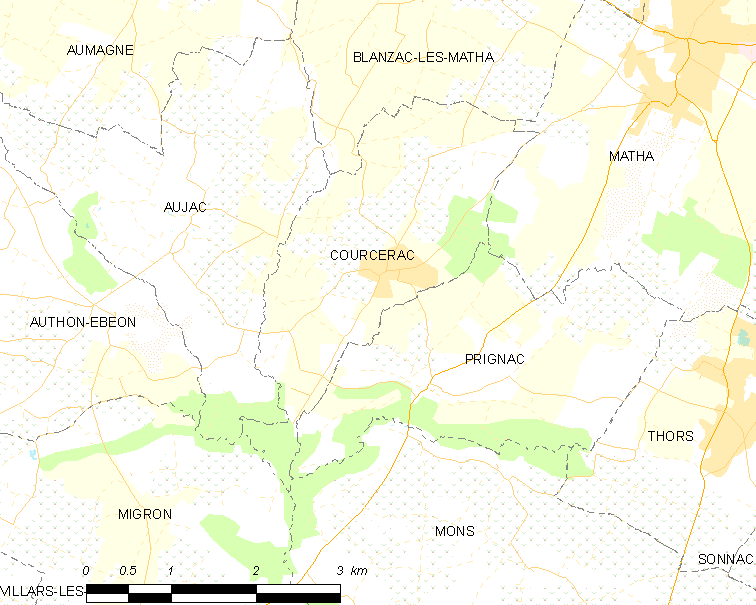
库尔瑟拉克的OSM定位图

库尔瑟拉克的时区为UTC+01:00、UTC+02:00（夏令时）。

## 行政
库尔瑟拉克的邮政编码为17160，INSEE市镇编码为17126。

## 政治
库尔瑟拉克所属的省级选区为马塔县。

## 人口

1962-2008年间库尔瑟拉克人口变化图示

库尔瑟拉克于2022年1月1日时的人口数量为311人。